# Espen Engebretsen
Espen Engebretsen (Sarpsborg, 29 aprile 1964) è un ex calciatore norvegese, di ruolo centrocampista.

## Carriera

### Club
Engebretsen arrivò al Fredrikstad nel 1982. Il Fredrikstad retrocesse dalla 1. divisjon al termine dello stesso anno. Il giocatore, negli anni che seguirono, fu utilizzato con costanza; le stagioni del Fredrikstad, invece, vedevano alternarsi promozioni e retrocessioni. Fece parte della squadra che vinse la Coppa di Norvegia 1984. Diventò anche capitano del Fredrikstad e fu nominato giocatore dell'anno nel 1990.

### Nazionale
Conta 5 presenze per la Norvegia under 21. Debuttò il 23 maggio 1984, nella vittoria per 1-2 sul campo dell'Ungheria under 21.

## Palmarès

### Club

#### Competizioni nazionali
- Coppa di Norvegia: 1

Fredrikstad: 1984